# Stora Garsjön
Stora Garsjön är en sjö i Gislaveds kommun i Småland och ingår i Nissans huvudavrinningsområde. Sjön är 4,2 meter djup, har en yta på 0,217 kvadratkilometer och befinner sig 136 meter över havet. Sjön avvattnas av vattendraget Bäckåsabäcken. Vid provfiske har abborre fångats i sjön.

## Delavrinningsområde
Stora Garsjön ingår i det delavrinningsområde (633552-133753) som SMHI kallar för Inloppet i Örsjön. Medelhöjden är 140 meter över havet och ytan är 8,1 kvadratkilometer. Det finns inga delavrinningsområden uppströms utan avrinningsområdet är högsta punkten. Bäckåsabäcken som avvattnar avrinningsområdet har biflödesordning 4, vilket innebär att vattnet flödar genom totalt 4 vattendrag innan det når havet efter 77 kilometer. Delavrinningsområdet består mestadels av skog (76 %) och sankmarker (12 %). Avrinningsområdet har 0,47 kvadratkilometer vattenytor vilket ger det en sjöprocent på 5,7 %.